# Fastenal
Fastenal est une entreprise de fournitures industrielles américaine qui fait partie de l'indice NASDAQ-100.

## Historique
Fastenal a été créée en 1967 par Robert Kierlin dans la petite ville de Winona au Minnesota. Fastenal possède près de 2 700 succursales à travers les États-Unis, le Canada et le Mexique.